# Bulbophyllum scutiferum
Bulbophyllum scutiferum är en orkidéart som beskrevs av Jaap J. Vermeulen. Bulbophyllum scutiferum ingår i släktet Bulbophyllum och familjen orkidéer. Inga underarter finns listade i Catalogue of Life.